# Bochnia-Zachód (gromada)
Bochnia-Zachód – dawna gromada, czyli najmniejsza jednostka podziału terytorialnego Polskiej Rzeczypospolitej Ludowej w latach 1954–1972.
Gromady, z gromadzkimi radami narodowymi (GRN) jako organami władzy najniższego stopnia na wsi, funkcjonowały od reformy reorganizującej administrację wiejską przeprowadzonej jesienią 1954 do momentu ich zniesienia z dniem 1 stycznia 1973, tym samym wypierając organizację gminną w latach 1954–1972.
Gromadę Bochnia-Zachód z siedzibą GRN w mieście Bochnia (nie wchodzącym w skład gromady i będącym równocześnie siedzibą gromady Bochnia) utworzono 1 stycznia 1969 w powiecie bocheńskim w woj. krakowskim z obszaru zniesionych gromad Cikowice i Łapczyca; równocześnie do gromady Bochnia-Zachód przyłączono wsie Chodenice i Kolanów z gromady Bochnia.
W kwietniu 1969 dla gromady ustalono 27 członków gromadzkiej rady narodowej. 1 stycznia 1970 gromada składała się ze wsi: Cikowice, Chodenice, Damienice, Dąbrowica, Kolanów, Łapczyca, Moszczenica i Stanisławice.
Gromada przetrwała do końca 1972 roku, czyli do kolejnej reformy gminnej. 1 stycznia 1973 reaktywowano zniesioną w 1954 roku gminę Bochnia.